# Iliouchine Il-4
L'Iliouchine Il-4 est un bombardier soviétique de la Seconde Guerre mondiale

## Histoire
À la suite de la pénurie d'aluminium en 1938, une nouvelle version du DB-3 fut construite : désignée DB-3F, cette version était constituée de bois et de métal. Les essais eurent lieu en 1939 et les bombardiers entrèrent en service en fin d'année. Le DB-3F fut désigné Il-4 en 1942.
La même année, le moteur M-87 (ou M-88a) fut remplacé par le M-88b plus moderne qui comportait deux étages de surpresseurs. Les Il-4 de l'aéronavale de la mer Noire, de la mer Baltique et de la mer du Nord furent utilisés comme torpilleurs. Cette version était capable de transporter des torpilles à basse (45-36 AH de 940 kg) et haute (45-36 AV de 940 kg) altitude.

## Versions
- Il-4 avec le moteur M-88a
- Il-4 avec le moteur M-88b
- Il-4T torpilleur

## Dans la culture populaire

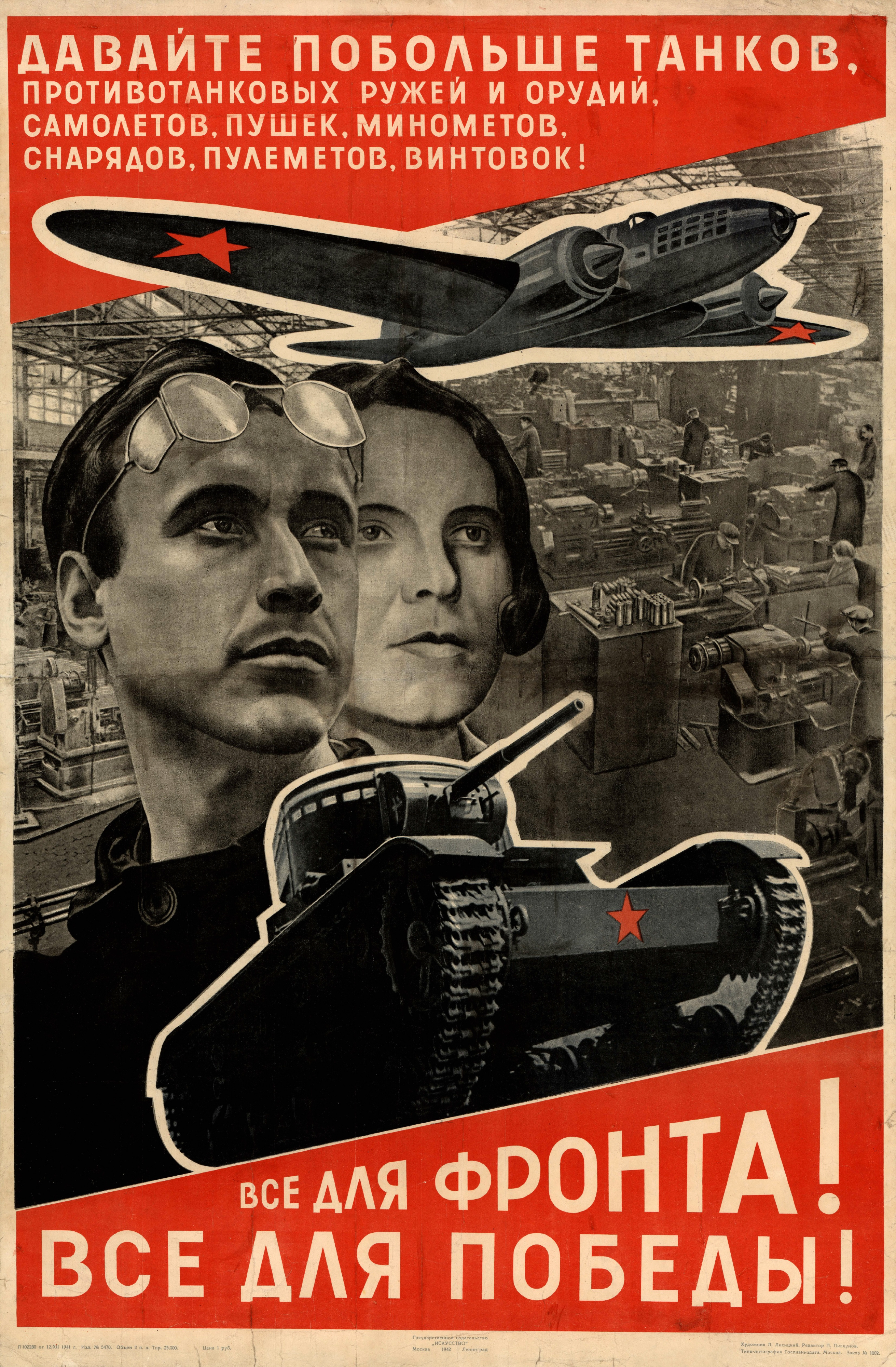
Affiche de propagande, créée par Lazar Lissitzky en 1941, publiée en 1942 en URSS.

L'artiste Lazar Lissitzky semble avoir utilisé cet avion comme modèle pour une de ses dernières œuvres, une affiche de propagande, édité en 1942 (1 an après sa mort), appelant à la production de chars et d'avions.